# Parapercis somaliensis
Parapercis somaliensis és una espècie de peix de la família dels pingüipèdids i de l'ordre dels perciformes.

## Descripció
- El cos, no allargat, fa 15 cm de llargària màxima, és de color taronja marronós i amb 8 taques més fosques i tènues al dors, i blanc al ventre (amb 8 taques de color taronja marronós). Presenta una mena de marca de color taronja i en forma de llàgrima a sota dels ulls,[7] una àmplia àrea de petites taques de color marró fosc des del clatell i l'occípit fins a la part posterior de l'opercle i una taca de color marró fosc a la base de cada radi tou de l'aleta dorsal.
- 5 espines i 21 radis tous a l'aleta dorsal i 1 espina i 17 radis tous a l'anal.[8][9][10]

## Hàbitat i distribució geogràfica
És un peix marí, demersal (entre 50 i 72 m de fondària) i de clima tropical, el qual viu a l'Índic occidental: Israel, Jordània, Somàlia, Taiwan, el Japó i Indonèsia.

## Observacions
És inofensiu per als humans.